# Wahlen 1977
◄◄ | ◄ | 1973 | 1974 | 1975 | 1976 | Wahlen 1977 | 1978 | 1979 | 1980 | 1981 | ► | ►►

Weitere Ereignisse
Die Liste der Wahlen 1977 umfasst Parlamentswahlen, Präsidentschaftswahlen, Referenden und sonstige Abstimmungen auf nationaler und subnationaler Ebene, die im Jahr 1977 weltweit abgehalten wurden.

## Termine
| Land            | Datum               | Link zur Wahl 1977                             | Link zur vorigen Wahl | Bemerkungen |
| --------------- | ------------------- | ---------------------------------------------- | --------------------- | --- |
| Guinea-Bissau   | Januar              | Parlamentswahl in Guinea-Bissau                |                       | [ 1 ] |
| Dänemark        | 15. Februar         | Parlamentswahl in Dänemark                     |                       | vorgezogene Neuwahl, dritte Wahl in etwas mehr als drei Jahren                                                                                |
| Algerien        | 25. Februar         | Parlamentswahl in Algerien                     |                       | [ 3 ] |
| Pakistan        | 7. März             | Parlamentswahl in Pakistan                     |                       | [ 4 ] |
| Frankreich      | 13. und 20. März    | Kommunalwahlen in Frankreich                   |                       | |
| Österreich      | 13. März            | Gemeinderatswahl in St. Pölten                 | 1972                  | |
| Indien          | 16.–20. März        | Parlamentswahl in Indien                       |                       | |
| Fidschi         | 19. März – 2. April | Parlamentswahl in Fidschi                      | 1972                  | [ 5 ] |
| BR Deutschland  | 20. März            | Kommunalwahlen in Hessen                       |                       | |
| Gambia          | 4.– 5. April        | Parlamentswahlen in Gambia                     | 1972                  | |
| Belgien         | 17. April           | Parlamentswahl in Belgien                      |                       | [ 6 ] |
| Belgien         | 17. April           | Wahl des Rats der deutschen Kulturgemeinschaft | 1974                  | |
| Indonesien      | 2. Mai              | Parlamentswahl in Indonesien                   |                       | [ 7 ] |
| Sierra Leone    | 6. Mai              | Parlamentswahl in Sierra Leone                 | 1973                  | |
| Israel          | 17. Mai             | Parlamentswahl in Israel                       |                       | Likud erhält die meisten Sitze (41) und Stimmen, Menachem Begin wird neuer Ministerpräsident, die Ära der Arbeiterpartei endet nach 29 Jahren |
| Niederlande     | 25. Mai             | Parlamentswahl in den Niederlanden             | 1972                  | [ 9 ] |
| Marokko         | 3. Juni             | Parlamentswahl in Marokko                      |                       | [ 10 ] |
| Türkei          | 5. Juni             | Wahl zur Nationalversammlung in der Türkei     | 1973                  | |
| Türkei          | 5. Juni             | Wahl zum Senat der Türkei                      | 1975                  | |
| Spanien         | 15. Juni            | Parlamentswahlen in Spanien                    |                       | ersten freien Wahlen seit 1936 |
| Irland          | 16. Juni            | Wahlen zum Dáil Éireann                        | 1973                  | |
| Papua-Neuguinea | 18. Juni – 9. Juli  | Parlamentswahl in Papua-Neuguinea              |                       | [ 11 ] |
| Madagaskar      | 30. Juni            | Parlamentswahl in Madagaskar                   |                       | [ 12 ] |
| Bahamas         | 19. Juli            | Parlamentswahl auf den Bahamas                 |                       | erste Wahl nach der Unabhängigkeit 1973 |
| Indien          | 21. Juli            | Präsidentschaftswahl in Indien                 |                       | |
| Syrien          | 1.–2. Aug.          | Präsidentschaftswahl in Syrien                 |                       | [ 14 ] |
| Rhodesien       | 31. August          | Parlamentswahl in Rhodesien                    | 1974                  | |
| Norwegen        | 12. September       | Parlamentswahl in Norwegen                     |                       | |
| Fidschi         | 17.–24. Sep.        | Parlamentswahl in Fidschi                      |                       | vorzeitige Neuwahl nach Auflösung des Parlaments am 1. Juni                                                                                   |
| Frankreich      | 25. September       | Wahl zum Senat in Frankreich                   |                       | [ 16 ] |
| Österreich      | 2. Oktober          | Landtagswahl im Burgenland                     | 1972                  | |
| Zaire           | 15.–16. Okt.        | Parlamentswahl in Zaire                        |                       | [ 17 ] |
| Suriname        | 31. Oktober         | Parlamentswahl in Suriname                     |                       | [ 18 ] |
| Nordkorea       | 11. November        | Parlamentswahl in Nordkorea                    |                       | [ 19 ] |
| Nauru           | 12. November        | Parlamentswahl in Nauru                        |                       | [ 20 ] |
| Griechenland    | 20. November        | Parlamentswahl in Griechenland                 | 1974                  | |
| Obervolta       | 27. November        | Verfassungsreferendum in Obervolta             |                       | |
| Südafrika       | 30. November        | Parlamentswahl in Südafrika                    | 1974                  | [ 21 ] |
| Mosambik        | 1.–4. Dez.          | Wahlen zur Volksversammlung Mosambiks          |                       | erste Wahl nach der Unabhängigkeit |
| Australien      | 10. Dezember        | Parlamentswahl in Australien                   |                       | [ 22 ] |